# Qvale Mangusta
De Qvale Mangusta was een in Modena geproduceerde sportauto.
Het ontwerp was van Marcello Gandini, die ook verantwoordelijk was voor onder meer de Lamborghini Countach. De Mangusta begon als een project bij fabrikant De Tomaso, de De Tomaso Biguà, en verscheen onder die naam op het Autosalon van Genève in 1996. De hoop was dat deze auto De Tomaso van een faillissement zou redden, maar die hoop bleek tevergeefs, De Tomaso moest uiteindelijk elders hulp zoeken.
De chef van De Tomaso, Alejandro de Tomaso had een zakelijke overeenkomst met de Amerikaan Bruce Qvale om de Biguà, die later hernoemd werd naar Mangusta, in de Verenigde Staten te verkopen. Qvale was een bekende importeur van luxe-auto's aan de Amerikaanse westkust. De naam Mangusta werd gekozen als eerbetoon aan de met vleugeldeuren uitgeruste De Tomaso Mangusta die van 1967 tot 1971 geproduceerd werd. Het verhaal gaat dat de eerste auto's als De Tomaso's gebadged verkocht werden, maar dat na de eerste servicebeurt alle De Tomaso merktekens veranderd werden in Qvale.
Ondanks het feit dat de auto in Italië geproduceerd werd had de auto een Amerikaans hart in de vorm van een van de Ford Mustang Cobra geleende 320 pk motor, en verschillende andere Mustang onderdelen, tot het stuurwiel aan toe. Het chassis daarentegen was wel van eigen ontwerp, evenals een eigen composiet carrosserie.
Nadat er ongeveer 272 exemplaren gemaakt waren eindigde de productie in 2003. De rechten werden aan de toenmalige MG Rover groep verkocht, die poogden een gelijkend voertuig onder de naam MG XPower SV(-R) te verkopen.

## Fotogalerij

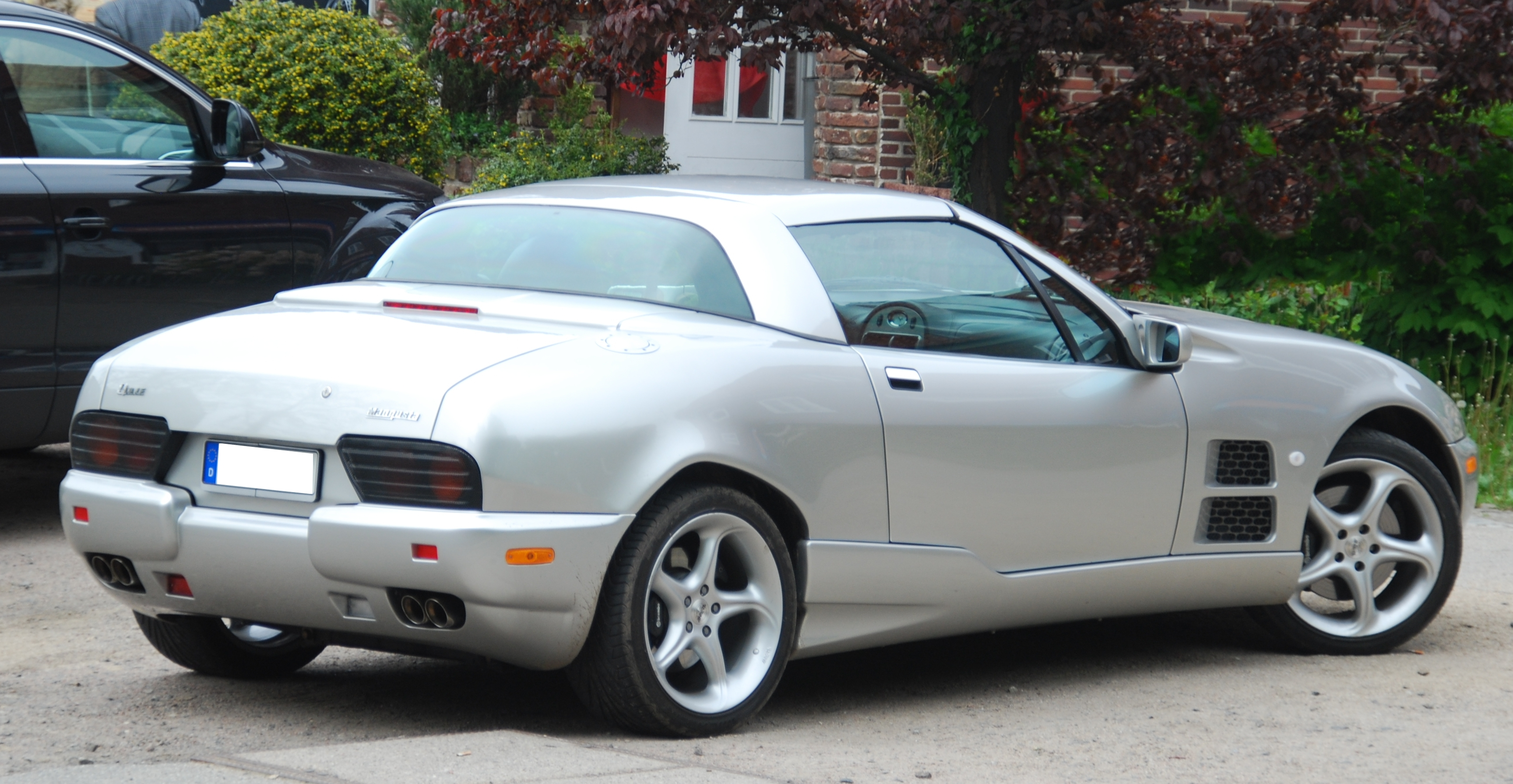
Qvale Mangusta, achteraanzicht
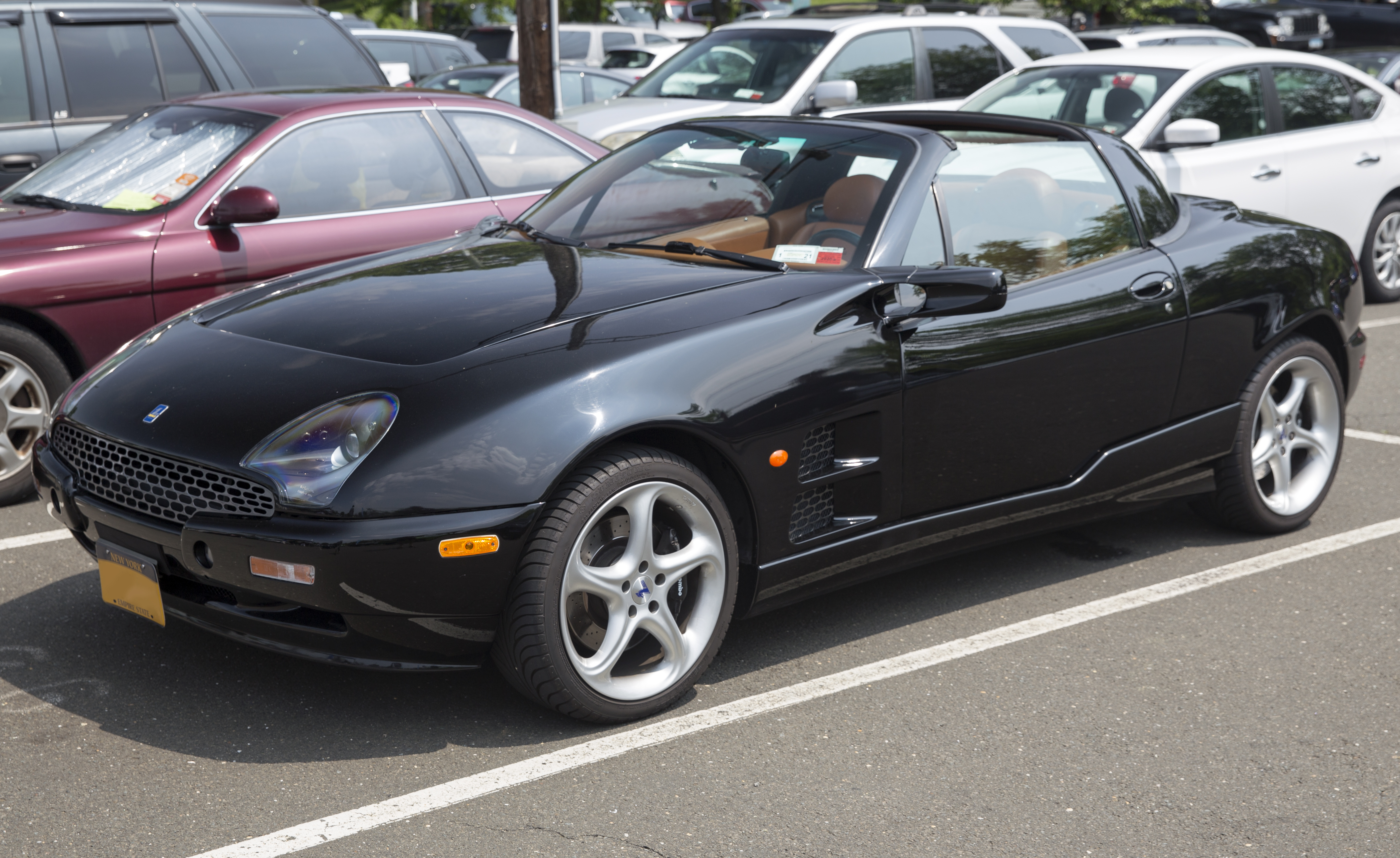
Qvale Mangusta, targa
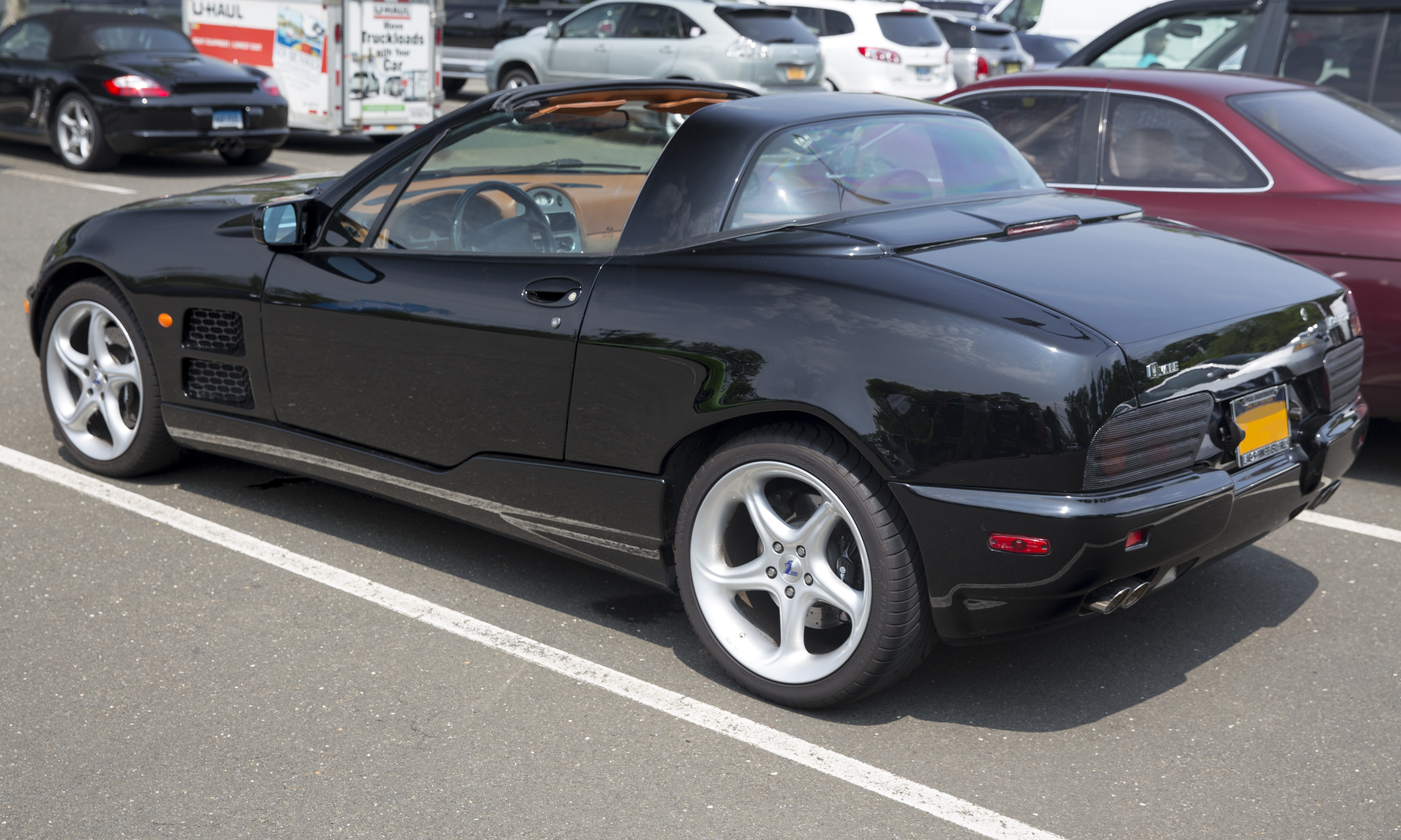
Qvale Mangusta, targa, achteraanzicht

## Bron
- (en)  Artikel op autosavant